# Namibia National Front
Die Namibia National Front (NNF) war ein Zusammenschluss von moderaten nationalistischen Parteien in Namibia. Sie wurde 1977 aus der Namibia National Convention und dem Namibia National Council gegründet.
Zur Gründung bestand die Partei aus den folgenden Initiative und Gruppierungen:
- Damara Council
- Damara Executive Committee (DEC)
- Federal Party
- South West African National Union
- Mbanderu Council
- Namibia Progressive Party
- Namibia Independence Party
- Voice of the People Party

Bereits 1978 verließen einige Gruppierungen die Partei und gründeten die Namibia People’s Liberation Front.
Die NNF nahm 1989 an den ersten freien Wahlen teil und gewann bei 0,8 Prozent der Stimmen einen Parlamentssitz, der durch Vekuii Rukoro besetzt wurde.